# Madonna allattante (Tintoretto)
Madonna allattante è un dipinto attribuito al pittore veneziano Tintoretto, realizzato con la tecnica della pittura a olio su tela, conservato presso il museo di Castelvecchio a Verona. Il tema a rappresentato è la Madonna del Latte, piuttosto frequente nell'arte religiosa del tempo.
Non vi è certezza sulla data di realizzazione dell'opera, parte della critica lo colloca intorno al 1555 mentre altri hanno suggerito una datazione di un decennio più tarda giustificata dall'osservazione della «raffinatezza della costruzione lineare, specialmente nel volto della Vergine».
È stata avanzata l'ipotesi che sia un frammento di un'opera di dimensioni maggiori in cui accanto alla Vergine vi fosse l'immagine di un santo o del committente ma ciò non è possibile provarlo.